# یوشینوری کانادا
یوشینوری کانادا (انگلیسی: Yoshinori Kanada; ۵ فوریهٔ ۱۹۵۲ – ۲۱ ژوئیهٔ ۲۰۰۹) پویانما، و کارگردان فیلم اهل ژاپن بود.